# Овідіу Стинге
Овідіу Стинге (рум. Ovidiu Stîngă, нар. 5 грудня 1972, Крайова) — румунський футболіст, що грав на позиції півзахисника. По завершенні ігрової кар'єри — тренер.

## Клубна кар'єра
На високому рівні розпочав грати за «Університатю» (Крайова), де провів 5 сезонів. В сезоні 1990/91 став чемпіоном чемпіоном Румунії, а також став дворазовим володарем національного кубка.
Влітку 1995 року перейшов у іспанський клуб «Саламанка». У Прімері він дебютував 3 вересня в матчі з «Еспаньйолом» (1:3). У новому клубі він був основним гравцем і забив 11 голів, будучи другим найкращим бомбардиром команди після Хоана Барбари, але клуб зайняв останню 22-ту позицію і вилетів до Сегунди, де румун пограв до кінця року, зігравши ще 10 матчів, в яких забив 3 голи.
Під час зимової перерви 1997 року Стинге перейшов у нідерландське ПСВ і відіграв за команду з Ейндговена наступні п'ять сезонів своєї ігрової кар'єри. За цей час став триразовим чемпіоном Нідерландів і триразовим володарем Суперкубка країни.
У 2001 році повернувся до Румунії, підписавши контракт з бухарестським «Динамо», у складі якого вдруге в кар'єрі став чемпіоном Румунії, після чого повернувся в рідну «Університатю» (Крайова), де грав аж до закінчення кар'єри у 2007 році, пропустивши сезон 2004/05, проведений в нідерландського клубу «Гелмонд Спорт» з Еерстедивізі.

## Виступи за збірну
31 січня 1993 року дебютував в офіційних матчах у складі національної збірної Румунії в товариській грі проти Еквадору, а вже наступного року поїхав з командою на чемпіонат світу 1994 року у США, де на поле не виходив.
Згодом у складі збірної був учасником чемпіонату Європи 1996 року в Англії, де зіграв один матч проти збірної Іспанії, а потім і чемпіонату світу 1998 року у Франції, якому взяв участь у двох матчах: проти збірної Колумбії та збірної Англії.
Протягом кар'єри у національній команді, яка тривала 6 років, провів у формі головної команди країни 24 матчі.

## Кар'єра тренера
У листопаді 2007 року він став спортивним директором «Університаті» (Крайова), а згодом став тренувати юнацьку команду ПСВ.
З 2010 по 2012 рік працював головним тренером юнацької збірної Румунії, а потім очолював рідну команду «КС Університатя».
З листопада 2015 року входить до тренерського штабу жіночого футбольного  клубу ПСВ.

## Титули і досягнення
- Чемпіон Румунії (2):

«Університатя» (Крайова): 1990–91
«Динамо» (Бухарест): 2001–02
- Володар Кубка Румунії (2):

«Університатя» (Крайова): 1990–91, 1992–93
- Чемпіон Нідерландів (3):

ПСВ: 1996–97, 1999–00, 2000–01
- Володар Суперкубка Нідерландів (3):

ПСВ: 1997, 1998, 2000